# サイエンスSARU
株式会社サイエンスSARU（サイエンスサル、英: Science SARU Inc.）は、日本のアニメ制作会社。東宝株式会社の完全子会社。

## 概要
2013年、亜細亜堂を経てフリーの監督・演出家として活動していた湯浅政明と同じくフリーのアニメーター・演出家として活動していたチェ・ウニョンが共同で設立。僅か4人の小さなオフィスからのスタートだった。
アニメーション作品の企画から制作、販売までを一貫して行い、ワールドワイドなマーケットに向けて提供している。
設立のきっかけは、湯浅がアメリカ・カートゥーン ネットワークの世界的人気シリーズ『アドベンチャー・タイム』の1エピソードで監督をオファーされたことだった。その際、アメリカの制作チームから「会社単位でないと依頼できない」と言われ、ちょうど自身もウニョンと自分たちのスタジオ設立の話をしていたところだったので、これを機に一気に立ち上げることにした。ウニョンは2006年の『ケモノヅメ』以来、たびたびアニメーターとして湯浅の作品に参加しており、過去にマネジメントの経験があってプロデュースにも興味を持っている上、イギリス留学を経験して海外スタッフの対応に必要な英語が堪能だったので、湯浅は会社の設立とその管理を任せることにした。
会社名の由来は、湯浅がよく描いていた猿のようなキャラクターの自画像。「猿よりは賢い会社にしたい」と『猿』の前に『サイエンス』を付け、本能と知識を併せ持つ万能な会社になればという想いから名付けられた。
2017年4月公開の森見登美彦の小説を劇場アニメ化した『夜は短し歩けよ乙女』で会社として初の元請制作を行う。同年5月には初めての完全オリジナル劇場用新作となるアニメ映画『夜明け告げるルーのうた』が公開される。
2019年春、業務拡大に伴い、設立当初から東京都武蔵野市吉祥寺南町3丁目30番4号に構えていた本社を同市吉祥寺北町3丁目1番1号に移転。
2020年3月25日付で湯浅政明が代表取締役を退任。4月2日、取締役だったチェ・ウニョンが湯浅の後任として代表取締役に就任することが発表された。また湯浅は、2021年に公開予定だった『犬王』の監督は継続すること、そしてその後は休養に入って次回作の準備を始めることを発表した。
2020年10月23日、NetflixがサイエンスSARUを含む日本と韓国のアニメスタジオ4社と包括的業務提携を結んだことを発表。
2021年、日本の7つのアニメーションスタジオが参加したスター・ウォーズシリーズのオリジナル短編アニメーション集『スター・ウォーズ: ビジョンズ』の制作にスタジオSARUも参加。全9作の内、『T0-B1』（アベル・ゴンゴラ監督）と『赤霧』（チェ・ウニョン監督）の2エピソードを担当した。
2019年より、京都アニメーション放火殺人事件以降に同スタジオを退社した山田尚子がサイエンスSARUへ軸足を移しており、『平家物語』（2022年）や『きみの色』（2024年）などで監督を務めている。
2024年6月19日付で東宝が全株式を取得し子会社化。
2025年、チェ・ウニョンが代表取締役を退任し、後任には東宝でアニメーションプロデューサーを務める藤田雅規が就任した。

## 特色
独特なスタイルのフラッシュアニメの導入を図っている。アメリカのアニメスタジオの待遇の良さや徹底した作業の効率化を目の当たりにしたチェ・ウニョンは、「日本のアニメ業界が持つ魅力を失わないためにも、私たちのような小さいスタジオが率先して作業効率を上げる工夫をして、作品のクオリティは落とさずに、労働環境をよくすることが可能だということを示していきたいと思っている」として、日本のスタジオの作業効率化を図ろうとした。その策のひとつとして導入されたのがAdobe Flash（現：Adobe Animate）である。そのメリットについて湯浅政明は、「従来のアニメーションの作業プロセスでは、レイアウト、原画、動画、彩色といった4つの段階を経て撮影に至るが、各プロセスが分業であり、ひとつの仕事が終わると制作がそれを受け取って次の担当へ引き渡さないといけないためにスタッフの負担が大きく、何より非効率的。フラッシュを用いればそのプロセスを集約して作画から動画・彩色まで一人で完結させることができる」と語っている。

## 作品履歴

### テレビアニメ
| 開始年 | 放送期間    | タイトル                          | 監督                    | シリーズ構成            | アニメーション プロデューサー | 原作       | 備考                             |
| ------ | ----------- | --------------------------------- | ----------------------- | ----------------------- | ----------------------------- | ---------- | -------------------------------- |
| 2020年 | 1月 - 3月   | 映像研には手を出すな!             | 湯浅政明                | 湯浅政明                | チェ・ウニョン                | 漫画       |                                  |
| 2022年 | 1月 - 3月   | 平家物語                          | 山田尚子                | 吉田玲子                | 崎田康平                      | 古典       |                                  |
| 2022年 | 7月 - 9月   | ユーレイデコ                      | 霜山朋久                | 佐藤大                  | 崎田康平                      | オリジナル |                                  |
| 2024年 | 3月         | オオクニヌシとスクナビコナ        | 横山彰利                | 横山彰利                | 崎田康平 橋本拓明             | オリジナル | オリジナルショートアニメ大作戦！ |
| 2024年 | 3月         | MOON                              | 木下絵李                | 木下絵李                | 崎田康平 橋本拓明             | オリジナル | オリジナルショートアニメ大作戦！ |
| 2024年 | 3月         | パンテオンの鳥                    | チェ・ウニョン 村越麻海 | チェ・ウニョン 村越麻海 | 崎田康平 橋本拓明             | オリジナル | オリジナルショートアニメ大作戦！ |
| 2024年 | 10月 - 12月 | ダンダダン                        | 山代風我                | 瀬古浩司                | 番匠彩子 橋本拓明             | 漫画       | 第1期                            |
| 2025年 | 7月 -       | ダンダダン                        | 山代風我 Abel Gongora   | 未公表                  | 未公表                        | 漫画       | 第2期                            |
| 2025年 | 10月 -      | SANDA                             | 霜山朋久                | うえのきみこ            | 未公表                        | 漫画       |                                  |
| 2026年 | 未公表      | 攻殻機動隊 THE GHOST IN THE SHELL | モコちゃん              | 円城塔                  | 未公表                        | 漫画       |                                  |
| 2026年 | 未公表      | 天幕のジャードゥーガル            | 未公表                  | 未公表                  | 未公表                        | 漫画       |                                  |

### 劇場アニメ
| 公開年 | タイトル                   | 監督     | 脚本              | アニメーション プロデューサー | 原作       |
| ------ | -------------------------- | -------- | ----------------- | ----------------------------- | ---------- |
| 2017年 | 夜は短し歩けよ乙女         | 湯浅政明 | 上田誠            | チェ・ウニョン                | 小説       |
| 2017年 | 夜明け告げるルーのうた     | 湯浅政明 | 吉田玲子 湯浅政明 | チェ・ウニョン                | オリジナル |
| 2019年 | きみと、波にのれたら       | 湯浅政明 | 吉田玲子          | チェ・ウニョン                | オリジナル |
| 2022年 | 犬王                       | 湯浅政明 | 野木亜紀子        | チェ・ウニョン                | 小説       |
| 2022年 | 四畳半タイムマシンブルース | 夏目真悟 | 上田誠            | 崎田康平                      | 小説       |
| 2024年 | Garden of Remembrance      | 山田尚子 | 山田尚子          | N/A                           | オリジナル |
| 2024年 | きみの色                   | 山田尚子 | 吉田玲子          | 崎田康平                      | オリジナル |

### Webアニメ
| 発売年 | タイトル                                      | 監督              | アニメーション プロデューサー | 原作         | 備考                          |
| ------ | --------------------------------------------- | ----------------- | ----------------------------- | ------------ | ----------------------------- |
| 2018年 | DEVILMAN crybaby                              | 湯浅政明          | チェ・ウニョン                | 漫画         | Netflixより全世界配信         |
| 2019年 | SUPER SHIRO                                   | 湯浅政明 霜山朋久 | チェ・ウニョン                | キャラクター | AbemaTV、ビデオパスで独占配信 |
| 2020年 | 日本沈没2020                                  | 湯浅政明 許平康   | チェ・ウニョン                | 小説         | Netflixより全世界配信         |
| 2021年 | スター・ウォーズ: ビジョンズ「AKAKIRI(赤霧)」 | チェ・ウニョン    | N/A                           | 映画         | Disney+より独占配信           |
| 2021年 | スター・ウォーズ：ビジョンズ「T0-B1」         | Abel Gongora      | N/A                           | 映画         | Disney+より独占配信           |
| 2023年 | スコット・ピルグリム テイクス・オフ           | Abel Gongora      | 崎田康平                      | 漫画         | Netflixより全世界配信         |

### 制作協力
| 協力年 | タイトル                                           | 制作元請                                                   | 備考                                               |
| ------ | -------------------------------------------------- | ---------------------------------------------------------- | -------------------------------------------------- |
| 2014年 | アドベンチャー・タイム                             | フレドレター・スタジオ カートゥーン ネットワーク・スタジオ | 話数制作・アニメーション協力・OPアニメーション制作 |
| 2014年 | ピンポン THE ANIMATION                             | タツノコプロ                                               | フラッシュアニメーション                           |
| 2014年 | スペース☆ダンディ                                  | ボンズ                                                     | 制作協力                                           |
| 2014年 | 牙狼-GARO- -炎の刻印-                              | MAPPA                                                      | OPアニメーション制作                               |
| 2014年 | クレヨンしんちゃん ガチンコ!逆襲のロボとーちゃん   | シンエイ動画                                               | 作画協力                                           |
| 2015年 | 妖怪ウォッチ                                       | OLM                                                        | EDアニメーション原画（アイドルはウーニャニャの件） |
| 2015年 | クレヨンしんちゃん オラの引越し物語 サボテン大襲撃 | シンエイ動画                                               | 作画協力                                           |
| 2015年 | みんなのどうよう                                   | シンエイ動画                                               | 制作協力                                           |
| 2016年 | OK K.O.! めざせヒーロー                            | カートゥーン ネットワーク・スタジオ                        | 制作協力                                           |
| 2017年 | 四畳半神話大系 特別放送                            | マッドハウス                                               | EDアニメーション制作                               |
| 2017年 | 牙狼-GARO- -VANISHING LINE-                        | MAPPA                                                      | OPアニメーション制作                               |

## 関連人物

### アニメーター・演出家
- 湯浅政明（監督・演出家・アニメーター、共同創業者、初代代表取締役）
- 山田尚子（監督・演出家）
- 伊東伸高（アニメーター）
- 松本憲生（アニメーター）
- 霜山朋久（アニメーター）
- 小島崇史（アニメーター）
- 浅野直之（アニメーター）
- 山代風我（演出家・アニメーター）
- アベル・ゴンゴラ Abel Góngora（監督・フラッシュアニメーター[5]）
- ホアンマヌエル・ラグナ Juan Manuel Laguna（フラッシュアニメーター[5]）

### 制作
- チェ・ウニョン（共同創業者、2代目代表取締役）
- 藤田雅規（3代目代表取締役、東宝アニメーションプロデューサー）
- 崎田康平
- 橋本拓明
- 番匠彩子（トムス・エンタテインメント出身[30]）

### その他
- 牛尾憲輔（音楽家）